# Ulrich Otto von Dewitz
Ulrich Otto von Dewitz (14. juni 1671 på Gross Daberkow, Mecklenburg – 5. august 1723 i Dölitz) var en dansk officer, bror til Franz Joachim von Dewitz.

## Karriere
18 år gammel trådte han i dansk tjeneste ved sin fætter Theodosius von Levetzows kompagni af prins Georgs infanteriregiment og fulgte med dette til Irland, men fik 1693, da hjælpekorpset blev sendt over til Nederlandene, en plads som kornet ved Jens Maltesen Sehesteds rytterregiment; 1696 blev han løjtnant ved hertug Carl Rudolph af Württemberg-Neuenstadts regiment, hvor broderen tjente som major, og fulgte 1698 med denne til 2. fynske nationale Rytterregiment, hvor han 1700 blev ritmester. 1701-09 deltog han i Den Spanske Arvefølgekrig, det første år som major ved 3. Jyske og derefter som oberstløjtnant ved 2. Sjællandske Rytterregiment; han udmærkede sig ved Höchstädt 1704 og fik 1708 obersts karakter. Året efter blev han chef for det såkaldte Ungarske Rytterregiment, der vendte hjem fra østrigsk tjeneste i en meget medtaget tilstand og derfor det første år blev stående i Hertugdømmerne for at bringes på fode.
1710 blev Dewitz forfremmet til brigader, 1714 til generalmajor. Under felttogene i Nordtyskland 1711-16 vandt han og hans regiment sig et smukt navn, i reglen under den ældre Dewitz' kommando; særlig kan nævnes deres tapre forhold i slaget ved Gadebusch 1712, hvor Dewitz blev let såret, og under landgangen på Rügen 1715, efter hvilken Dewitz blev chef for den på øen efterladte besætning. 6. november 1717 afgav Dewitz sit regiment til grev Christian Friis og trak sig tilbage til Mecklenburg, hvor han havde købt Gross Milsow m.fl. godser; toårsdagen derefter tog han afsked af dansk tjeneste med generalløjtnants karakter.

## Ægteskaber
Ved samme tid mistede Dewitz sin hustru; han havde 3. marts 1703 på Rugård ægtet Anna Margrethe Cathrine komtesse Wedell, datter af Wilhelm Frederik Wedell, første greve af Wedellsborg. 18. april 1721 giftede han sig på ny med Christiane Sophie von Lesten (Lehst?) (25. juli 1700 – 1753), datter af meklenborgsk landråd C.W. von Lesten til Dölitz. 2 år efter (5. august 1723) døde han og blev bisat i sin familiebegravelse i Holzendorf. Hans enke ægtede senere preussisk general Wilhelm Ludwig von Bissing til Kreckow.
Dewitz' efterkommere forblev bosatte i Mecklenburg, men enkelte af dem har senere været i dansk tjeneste.